# Ottessa Moshfegh
Ottessa Moshfegh (Boston, Massachusetts, 1981) é uma autora e novelista norte-americana. Sua obra de estreia, Eileen (2015), foi premiada com o Hemingway Foundation/PEN Award, foi selecionada para o Booker Prize, e foi finalista do National Book Critics Circle Award.

## Biografia
Sua mãe nasceu na Croácia e seu pai, que é judeu, nasceu no Irã. Ambos eram músicos e davam aulas no Conservatório de Música da Nova Inglaterra. Na infância, Moshfegh aprendeu a tocar piano e clarinete.
Moshfegh se graduou na Barnard College em 2002 e obteve o título de mestre na Brown University em 2011.
Depois da faculdade, Moshfegh se mudou para a China, onde deu aulas de inglês e trabalhou em um bar punk.
Ao redor dos 25 anos, Moshfegh se mudou para Nova York. Ela trabalhou para a Overlook Press, e depois como assistente para Jean Stein. Mais tarde, após contrair doença por arranhadura de gato, ela deixou a cidade para cursar um mestrado na Brown University.

## Vida pessoal
Moshfegh é casada com o escritor Luke Goebel, o qual conheceu durante uma entrevista.

### Livros
- Eileen (2015)[7]
- Meu ano de descanso e relaxamento (2018)
- Death in Her Hands (2020)

### Coleções
- Homesick for Another World (2017)[8]

### Novelas
- McGlue (2014)

### Contos
- "Medicine", Vice, 1 de dezembro de 2007
- "Disgust", The Paris Review, Nº. 202, Outono 2012
- "Bettering Myself", The Paris Review, Nº. 204 Primavera 2013
- "Malibu", Vice, July 3, 2013
- "The Weirdos", The Paris Review, Nº. 206, Outono 2013
- "A Dark and Winding Road", The Paris Review, Nº. 207, Inverno 2013
- "No Place for Good People", The Paris Review, Nº. 209, Verão 2014
- "Slumming", The Paris Review, Nº. 211, Inverno 2014
- "Nothing Ever Happens Here", Granta, Nº 131, Primavera 2015
- "The Surrogate", Vice, 5 de junho de 2015
- "Dancing in the Moonlight", The Paris Review, Nº. 214 Outono 2015
- "The Beach Boy", The New Yorker, 4 de janeiro de 2016
- "The Locked Room", The Baffler, Primavera 2016
- "An Honest Woman", The New Yorker, 24 de outubro de 2016
- "Love Stories", Vice, 5 de dezembro de 2016
- "Brom", Granta, Nº 139, 2017
- "The Pornographers", Vice, 26 de março de 2017

### Ensaios
- "Anything to Make You Happy", Lucky Peach, Maio de 2015
- "How to Shit", The Masters Review, Outubro de 2015
- "Coyotes, the Ultimate American Tricksters", The New Yorker, Julho de 2016

## Na cultura
Seu livro Eileen foi adaptado em 2023 para o cinema por William Oldroyd, tendo Thomasin McKenzie como a protagonista.